# Yamaha XS 850
La Yamaha XS 850 è una motocicletta costruita dalla Yamaha fra il 1979 e il 1981.
Questo modello deriva direttamente dalla Yamaha XS 750 (fabbricata dal 1976) della quale mantiene le proprietà stilistiche e meccaniche aumentando però la cilindrata del motore che diviene anche più potente rispetto alla sorella minore.
La XS850 è una moto da turismo che possiede le caratteristiche peculiari della serie Yamaha XS tra cui il particolare motore a 3 cilindri in linea con cilindrata da 826cm³ raffreddato ad aria e olio, in cui il valore approssimato per eccesso della cubatura fornisce il nome al modello.
La XS 850 utilizza una trasmissione a giunto cardanico e cambio a 5 rapporti con frizione azionata a cavo. Il motore è in grado di sviluppare una potenza di 80 cavalli e spingere la motocicletta a 200 km/h.
L'utilizzo della trasmissione a cardano anziché quella della più leggera trasmissione a catena rende questa moto molto resistente.
Il modello era disponibile in due colori differenti per il serbatoio, il pannello coprifili e il sottosella: pannello e sottosella nero con serbatoio bicolore nero e grigio metallizzato con profili oro, oppure pannello e sottosella porpora metallizzato e serbatoio bicolore porpora metallizzato e rosso sempre con profili oro.